# Erica adaequata
Erica adaequata är en ljungväxtart som beskrevs av Ignaz Friedrich Tausch. Erica adaequata ingår i släktet klockljungssläktet, och familjen ljungväxter. Inga underarter finns listade i Catalogue of Life.